# Jack Tatum
John David Tatum, detto Jack (Cherryville, 18 novembre 1948 – Oakland, 27 luglio 2010), è stato un giocatore di football americano statunitense che ha giocato nel ruolo di safety nella National Football League (NFL). Soprannominato "The Assassin" a causa del suo stile violento di gioco, fu convocato per tre Pro Bowl consecutivi (1973–1975) e vinse il Super Bowl con gli Oakland Raiders nella stagione 1976. È ricordato soprattutto per un placcaggio sul wide receiver dei New England Patriots Darryl Stingley in una gara di pre-stagione del 1978 che paralizzò l'avversario dal petto in giù.
Membro della College Football Hall of Fame, Tatum fu votato unanimemente come All-American nel 1969 e 1970. Fu scelto dai Raiders nel primo giro del draft NFL 1971, guadagnandosi la reputazione di avversario feroce e da alcuni dei colpi più duri della storia. Tatum è noto anche per il suo coinvolgimento nella giocata chiamata Immaculate Reception, durante la gara di playoff del 1972 contro i Pittsburgh Steelers.

## Carriera
Tatum fu scelto dagli Oakland Raiders come 19º assoluto del Draft 1971 per sostituire la safety Dave Grayson, che si era ritirato alla fine della stagione precedente. Poche settimane dopo firmò un contratto triennale  a sei cifre, incluso un bonus alla firma di 500.000 dollari. Tatum fu soprannominato "The Assassin", un nome che accolse con favore. Tuttavia, secondo il suo ex allenatore John Madden, Tatum non fu mai chiamato con quel nome durante i suoi giorni da giocatori. Giocò la sua prima partita da professionista contro i Baltimore Colts, in cui placcò e mise fuori gioco i tight end dei Colts John Mackey e Tom Mitchell. Poco dopo la fine della partita, i giornalisti sportivi iniziarono a paragonarlo al linebacker dei Chicago Bears Dick Butkus a causa dei suoi colpi particolarmente violenti. Già nella sua stagione da rookie divenne la free safety titolare della squadra.
Nel 1974, Tatum fece registrare sei intercetti. Nel Super Bowl XI, giocato il 9 gennaio 1977 e vinto poi dai Raiders, Tatum tolse il casco al ricevitore dei Minnesota Vikings Sammy White. Questo è spesso citato come uno dei colpi più duri della storia del Super Bowl.

### Immaculate Reception
Tatum fu coinvolto in una delle giocate più famose della storia della National Football League, la Immaculate Reception, durante i divisional playoff contro i Pittsburgh Steelers del 23 dicembre 1972. Con 22 secondi al termine della gara, il quarterback degli Steelers Terry Bradshaw lanciò un passaggio al running back John "Frenchy" Fuqua. Tatum si scontrò con Fuqua, facendo volare il pallone in aria. Questo carambolò tra le mani del running back degli Steelers Franco Harris, che corse per 42 yard segnando un touchdown. Questa giocata è divenuta famosa perché le regole della NFL all'epoca proibivano a un ricevitore di prendere il possesso del pallone se questo era stato toccato prima da un proprio compagno. Gli arbitri decisero che Tatum avesse toccato il pallone così il Harris fu convalidato, permettendo agli Steelers di vincere la partita.

## Palmarès

### Franchigia
- Super Bowl : 1

Oakland Raiders: Super Bowl XI
- American Football Conference Championship: 1

Oakland Raiders: 1976

### Individuale
- Convocazioni al Pro Bowl: 3

1973, 1974, 1975
- Second-team All-Pro: 2

1974, 1977
- College Football Hall of Fame

## Statistiche
| Intercetti | 37 |
| Touchdown  | 1  |